# Hans Gerschwiler
Hans Gerschwiler (Winterthur, 1920. június 21. – Pinehurst, Észak-Karolina, USA, 2017. szeptember 27.) olimpiai ezüstérmes svájci műkorcsolyázó.

## Pályafutása
1938 és 1948 között öt alkalommal nyerte meg a svájci bajnokságot. 1940 és 1946 között a második világháború miatt elmaradtak a nemzetközi versenyek. 1947-ben világ- és Európa-bajnok, 1948-ban világ- és Európa-bajnoki ezüstérmes és a St. Moritz-i olimpián is második helyezést ért.

## Eredményei
| Esemény          | 1938 | 1939 | 1946 | 1947 | 1948 |
| ---------------- | ---- | ---- | ---- | ---- | ---- |
| Olimpiai játékok |      |      |      |      | 2.   |
| Világbajnokság   |      |      |      | 1.   | 2.   |
| Európa-bajnokság |      | 5.   |      | 1.   | 2.   |
| Svájci bajnokság | 1.   | 1.   | 1.   | 1.   | 1.   |